# Бесагаш (Алакольский район)
Бесагаш (каз. Бесағаш) — село в Алакольском районе Жетысуской области Казахстана. Входит в состав Жагатальского сельского округа. Код КАТО — 193449200.

## Население
В 1999 году население села составляло 356 человек (185 мужчин и 171 женщина). По данным переписи 2009 года, в селе проживали 134 человека (67 мужчин и 67 женщин).